# Sobralieae
Sobralieae – plemię roślin z rodziny storczykowatych (Orchidaceae). Obejmuje 4 rodzaje oraz około 308 gatunków. Rośliny występują w krajach Ameryki Północnej, Środkowej i Południowej.

## Systematyka
Plemię sklasyfikowane do podrodziny epidendronowych (Epidendroideae) w rodzinie storczykowatych (Orchidaceae), rząd szparagowce (Asparagales) w obrębie roślin jednoliściennych.
Wykaz rodzajów
- Elleanthus C.Presl
- Epilyna Schltr.
- Sertifera Lindl. ex Rchb.f.
- Sobralia Ruiz & Pav.